# Bernhard Schwidewski
Bernhard Schwidewski (* 20. August 1888 in Berlin als Wilhelm Alwin Bernhard Schwidewsky; † 12. November 1966 ebenda) war ein deutscher Filmarchitekt und Bühnenbildner.

## Leben
Schwidewski erhielt eine Ausbildung zum Schaufensterdekorateur und Innenarchitekten. An der Berliner Kunstakademie studierte er unter Hans Poelzig Architektur und schloss ein Studium als Diplomingenieur ab. Außerdem nahm er an archäologischen Reisen des Baron de la Grone teil.
Bereits im Jahre 1910 knüpfte Bernhard Schwidewski erste Kontakte zum Film, als er in Paris für die Produktionsfirma Gaumont arbeitete. Kurz nach Ende des Ersten Weltkriegs begann er seine Architektentätigkeit beim deutschen Film. Meist stattete Schwidewski zweitrangige Filme für kleinere Produktionsfirmen aus, häufig in Zusammenarbeit mit anderen Architekten. Mit dem Kollegen Botho Höfer besaß Schwidewski zeitweise seine eigene Firma. Seit Mitte der 30er Jahre war er kaum mehr an dem Entwurf oder der Realisierung von Filmbauten beteiligt. Stattdessen übernahm er leitende Positionen in den Szenenbildabteilungen der Produktionsfirmen Terra und Tobis. Außerdem wurde Schwidewski mit einem Funktionärsposten in der Fachschaft Film innerhalb der Reichsfilmkammer betraut: dort wirkte er als Spartenleiter für Filmarchitekten bei der N.S.B.O.
Kurz nach Ende des Zweiten Weltkriegs übersiedelte Schwidewski nach Thüringen und ließ sich bei Verwandten in Rudolstadt nieder. Dort versuchte er sich als Operettenkomponist und entwarf das eine oder andere Bühnenbild für das Rudolstädter Theater. 1956 kehrte Bernhard Schwidewski nach (West-)Berlin zurück und verbrachte dort seinen Lebensabend. 

## Filmografie (Auswahl)
- 1919: Seine Beichte
- 1920: Die Tragödie eines Großen
- 1920: Wer war es?
- 1920: Verkommen
- 1921: Carrière
- 1921: Der Todesflieger
- 1922: Die Uhr
- 1922: Zwischen Nacht und Sünde
- 1923: Großstadtfieber
- 1924: Die lockende Gefahr
- 1924: Die Liebe ist der Frauen Macht
- 1924: Rex Mundi
- 1924: Kampf um die Scholle
- 1925: Weil Du es bist
- 1925: Des Lebens Würfelspiel
- 1925: Mein Freund, der Chauffeur
- 1925: Gretchen Schubert
- 1926: Herbstmanöver
- 1926: Die Straße des Vergessens
- 1926: Die Unschuld ohne Kleid
- 1927: Die Heiratsfalle
- 1927: Die Hölle der Jungfrauen
- 1927: Eheskandal im Hause Fromont jun. und Risler sen.
- 1928: Tragödie im Zirkus Royal
- 1928: Du sollst der Kaiser meiner Seele sein
- 1930: Die Jagd nach der Million
- 1930: Der Korvettenkapitän
- 1930: Die lustigen Musikanten
- 1930: Der Bettelstudent
- 1931: Die Frau, von der man spricht
- 1931: Mein Herz sehnt sich nach Liebe
- 1931: Strohwitwer
- 1933: Drei Kaiserjäger
- 1933: Der Jäger aus Kurpfalz
- 1934: Alte Kameraden
- 1935: Friesennot
- 1935: Ein Mädel aus guter Familie
- 1944: Der Rückkehrer